# بونعمان
بونعمان هي جماعة قروية في إقليم تيزنيت، بجهة سوس ماسة، في المغرب. وهي تضم .. نسمة، حسب الإحصاء العام للسكان والسكنى لسنة 2014.

## دواوير الجماعة
- دوار الدير ندهمو
- دواراسيل
- دوارايت وحسون
- دوارادهملا
- دوارتكنسة
- دوارتناعورت
- دوارلارجام

## التعليم
قائمة المؤسسات التعليمية في بونعمان:
- مجموعة مدارس الحسن البونعماني .. (المركزية: .. / الوحدات: ..)
- مجموعة مدارس الحسن الثاني.. (المركزية: .. / الوحدات: ..)
- مجموعة مدارس الإنبعاث.. (المركزية: .. / الوحدات: ..)